# Campylomyza alpina
Campylomyza alpina är en tvåvingeart som beskrevs av Siebke 1863. Campylomyza alpina ingår i släktet Campylomyza och familjen gallmyggor. Arten är reproducerande i Sverige. Inga underarter finns listade i Catalogue of Life.